# 印度洋鋸鱗魚
印度洋鋸鱗魚，又稱塞舌尔锯鳞鱼，為輻鰭魚綱金眼鯛目金鱗魚亞目金鱗魚科的其中一種，分布於西印度洋區，包括塞席爾群島、留尼旺、馬達加斯加、英屬印度洋領地等海域，棲息深度2-21公尺，體長可達23公分，棲息在礁石區。

## 擴展閱讀
維基物種上的相關：印度洋鋸鱗魚